# جون فورسبرغ
جون فورسبرغ (بالسويدية: Johan Forsberg)‏ هو لاعب هوكي الجليد سويدي، ولد في 29 يونيو 1985 في بيتيو في السويد.

## وصلات خارجية
- جون فورسبرغ على موقع EliteProspects.com (الإنجليزية)
- جون فورسبرغ على موقع HockeyDB.com (الإنجليزية)